# Marcy (Aisne)
Marcy es una comuna francesa situada en el departamento de Aisne, en la región de Alta Francia.

## Demografía
| 192 | 205 | 179 | 169 | 178 | 184 | 152 |
| Para los censos de 1962 a 1999 la población legal corresponde a la población sin duplicidades (Fuente: INSEE [Consultar]) |     |     |     |     |     |     |